# Apia
Apia, grad i luka na otoku Upolu, glavni grad Samoe; 35 700 stanovnika. Meteorološka i vulkanološka stanica. Od sredine 19. stoljeća važno trgovačko središte južnog dijela Tihog oceana. Njemački posjed od 1899. do 1914., te sjedište nizozemskog mandatnog područja od 1914. do 1962.